# Дон (приток Уза)
Дон (англ. Don) — река в Англии в графстве Саут-Йоркшир. Длина — 112,65 км.
Вопросами реки занимается специальное общество Don Catchment Rivers Trust.

## Гидроним
Название реки происходит от имени кельтской богини Дану.

## Гидрология
Берёт начало на Пеннинских горах. Ранее впадала в реку Трент, но после проведённых в 1620-х годах голландским инженером Корнелиусом Вермюйденом гидротехнических работ стала впадать в Уз у города Гул под названием «Голландская река» (англ. Dutch river).
На реке стоят города Шеффилд, Ротерем, Донкастер и Гул. Построено множество плотин.
Притоки: Локсли, Ривелин, Шиф, Портер, Ротер и Деарн.
Река условно делится на три части по принципу использования: первая служит резервуаром воды, вторая с плотиной служит энергетическим целям, третья отведена водоходству.

## История
В XIX веке на реке были построены многочисленные табачные, мукомольные, бумажные заводы с водосливами, мельницы, кузницы, значительно подорвавшие экологическую обстановку региона, загрязнявшие реку. К местным загрязнениям примешивались подобные потоки с реки Шиф, сливающейся с Доном у моста на Блонк-стрит.
В музее Kelham Island сохранилась Гидромашина Дон 1905 года — некогда крупнейшая паровая машина в Европе (8,9 МВт).

## Флора и фауна
До XIX века в реке Дон водилось очень много осетра, но из-за индустриализации и загрязнений к 1950-м годам рыболовство стало невозможным. Река считалась одной из грязнейших в Европе. С 1960—1970-х годов благодаря актам о загрязнениях и проводимым мероприятиям по очищению реки, постепенно восстанавливается популяция видов живой природы.